# Antónios Pavlídis
Antónios Pavlídis (grec moderne : Αντώνιος Παυλίδης) est un joueur d'échecs grec né le 1er avril 1993, grand maître international depuis 2014 et triple champion de Grèce.
Au 1er juin 2023, il est le cinquième joueur grec avec un classement Elo de 2 566 points.

## Biographie et carrière
Antónios Pavlídis remporta le championnat de Grèce d'échecs en 2011, 2012 et 2016 (championnat disputé en mars 2017). Il remporta le 28e trophée de Belgrade en 2014.
Antónios Pavlídis a représenté la Grèce lors du championnat d'Europe d'échecs par équipes de 2017 dans l'équipe première de Grèce (3,5 / 7 au quatrième échiquier) et du championnat d'Europe des nations de 2021 (3,5 / 7 au troisième échiquier). Lors de l'Olympiade d'échecs de 2018, il marqua 4 points en 9 parties au cinquième échiquier.

## Publication
Antónios Pavlídis est l'auteur de (en) The Sicilian Taïmanov, Quality Chess, 2019, 480 p..